# V2052 Ophiuchi
V2052 Ophiuchi eller HR 6684, är en ensam stjärna belägen i den mellersta delen av stjärnbilden Ormbäraren. Den har en högsta skenbar magnitud av ca 5,81 och är svagt synlig för blotta ögat där ljusföroreningar ej förekommer. Baserat på parallax enligt Gaia Data Release 3 på ca 3,54 mas, beräknas den befinna sig på ett avstånd på ca 920 ljusår (282 parsek) från solen. Den rör sig närmare solen med en heliocentrisk radialhastighet på ca -18 km/s.

## Observation

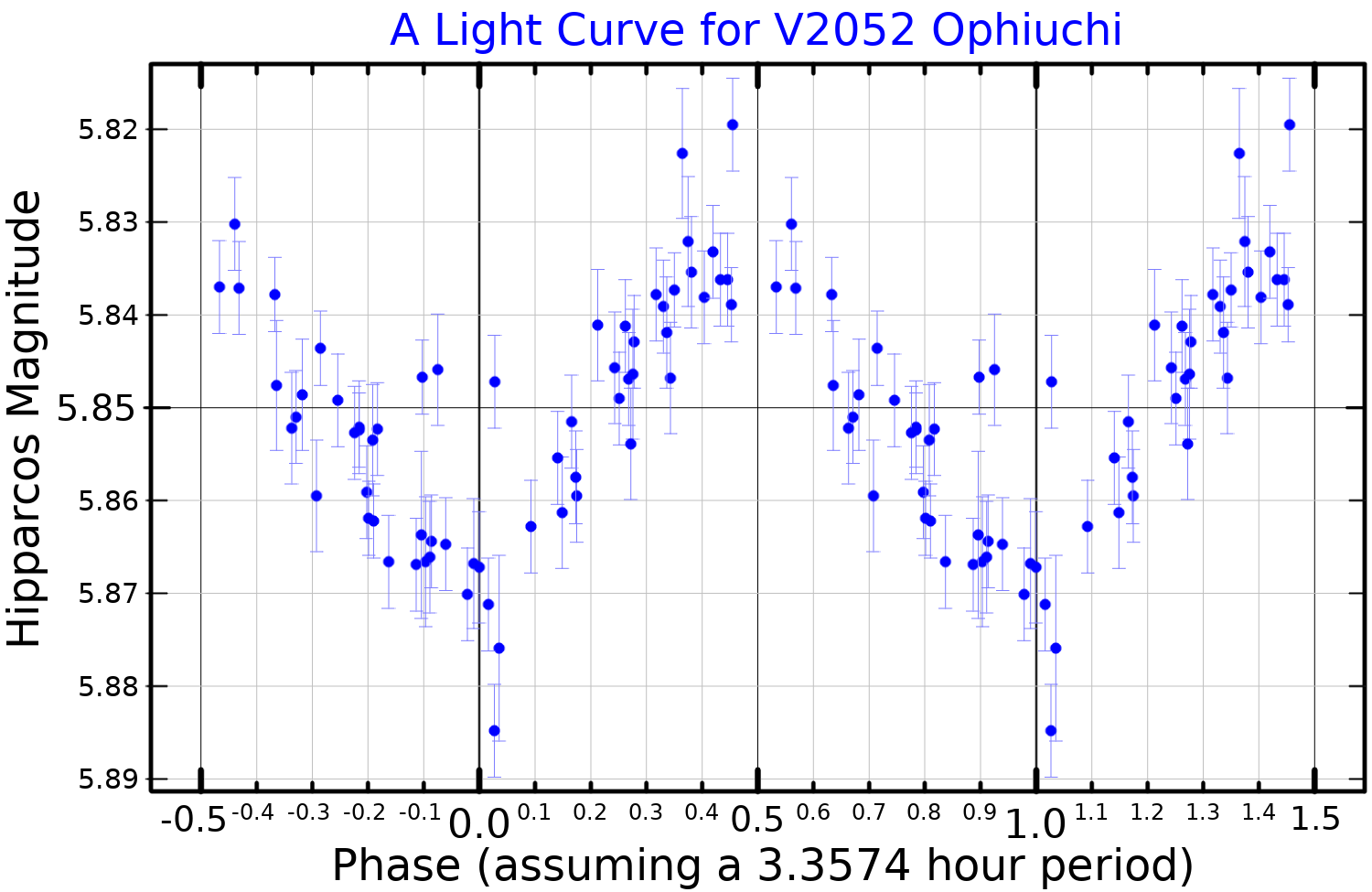
Ljuskurva för V2052 Ophiuchi, plottad från Hipparcos-data.

År 1972 meddelade Mikolaj Jerzykiewicz att HR 6684 är en variabel stjärna, baserat på hans observationer med hjälp av 0,6 metersteleskopet på Mauna Kea. Han klassificerade stjärnan som en Beta Cephei-variabel som varierar i skenbar magnitud från 5,81 till 5,84 med en period på 0,13989 dygn. Han noterade vidare att om den bekräftades, skulle den vara den minst lysande Beta Cephei-stjärnan och ha den kortaste perioden av dessa som var känd fram till det datumet. Spektroskopiska och fotometriska observationer av D. Harold McNamara och Bruce Bills 1973 bekräftade Jerzykiewiczs resultat. År 1973 fick HR 6684 variabelbeteckningen V2052 Ophiuchi.
År 1994 fastställde Henryk Cugier et al. att V2052 Ophiuchi pulserade primärt i det fundamentala (l=0) radiella läget. Ett mycket mindre kraftfullt icke-radiellt pulsationsläge identifierades 2003. Observationer av ultraviolett strålning med TD-1A-satelliten visar att under dess pulseringscykel varierar temperaturen på V2052 Ophiuchi med 1 040 ± 880 K, och dess radie ändras med 3,1 ± 0,9 procent. Observationer vid Pic du Midi-observatoriet visade att V2052 Ophiuchi har ett dipolmagnetfält, vars axel är förskjuten från stjärnans centrum, och att det finns heliumfläckar på ytan nära de magnetiska polerna.

## Egenskaper
Primärstjärnan V2052 Ophiuchi är en blå till vit stjärna av spektralklass B2 IV-V. Den har en massa som är lika med ca 9 solmassor, en radie som är ca 4 solradier och utsänder energi från dess fotosfär motsvarande ca 3 400 gånger solen vid en effektiv temperatur av ca 23 000 K.
V2052 Ophiuchi är en typ av kemiskt säregen stjärna känd som en heliumstark stjärna. Dess yta har överskott av helium och underskott av syre, kanske på grund av att dess magnetfält differentiellt påverkar diffusionen av element i dess atmosfär.